# Live at the Full Throttle Saloon
Live at the Full Throttle Saloon è un live album dei Jackyl pubblicato nel 2004 per la Sanctuary Records.

## Tracce
1. The More You Hate It (Dupree) 1:54
2. I Stand Alone (Dupree) 3:40
3. Mr. Evil (Glick, Dupree, Worley, Worley) 3:32
4. You Want It Heavy (Dupree) 3:23
5. Push Comes to Shove (Dupree) 3:19
6. Down This Road Before (Dupree) 3:28
7. Down on Me (Dupree) 4:01
8. Dirty Little Mind (Dupree) 9:12
9. Redneck Punk (Honeycutt, Worley) 4:50
10. The Lumberjack (Dupree) 6:31

## Formazione
- Jesse Dupree - voce, motosega
- Jeff Worley - chitarra
- Roman Glick - basso
- Chris Worley - batteria